# دورسل (شبکه تلویزیونی)
دورسل (انگلیسی: Dorcel TV) یک شبکه تلویزیون پولی با محوریت پخش محتوای‌ سکسی  است که در اروپا از کابل و تلویزیون ماهواره‌ای هم قابل ‌مشاهد‌ه است.این شبکه در کانادا قرار دارد که دارای طبقه بندی B است.برنامه این کانال تلویزیونی سرگرمی بزرگسالان را تشکیل می دهد و شامل محتوای نرمال بزرگسالان در قالب فیلم ، مستند ، نمایش های واقعیت و نمایش های متنوع است.این کانال متعلق به شرکت Sex-Shop Television Inc، بخشی از IDI است.